# The Final Countdown (album)
Pour les articles homonymes, voir The Final Countdown.
Albums de Europe
Wings of Tomorrow
(1984) Out of This World
(1988)
Singles
1. The Final Countdown
Sortie : février 1986
2. Love Chaser
Sortie : 1986 (Japon uniquement)
3. Rock the Night
Sortie : novembre 1986
4. Carrie
Sortie : janvier 1987
5. Cherokee
Sortie : novembre 1987

The Final Countdown est le troisième album de Europe. C'est aussi le dernier avec le guitariste John Norum qui quittera le groupe durant la tournée pour entamer une carrière solo. Il sera remplacé par Kee Marcello.
Cet album est leur plus gros succès commercial. Les ventes s'élèvent à plus de 3 millions d'unités aux États-Unis et à 15 millions d'unités dans le monde, tandis que le single du même nom sera numéro 1 dans 26 pays. Europe aura quatre singles dans le TOP 20 USA dont le numéro 3 Carrie.

## Liste des titres
- Toutes les pistes écrites et composées par Joey Tempest, sauf indication.

1. The Final Countdown - 5:11
2. Rock the Night - 4:08
3. Carrie - 4:33 - (Tempest, Michaeli)
4. Danger on the Track - 3:48
5. Ninja - 3:49
6. Cherokee - 4:15
7. Time has Come - 4:04
8. Heart of Stone - 3:51
9. On the Loose - 3:10
10. Love Chaser - 3:30

## Singles
1. The Final Countdown (février 1986)
2. Love Chaser (1986)
3. Rock the Night (novembre 1986)
4. Carrie (Janvier 1987)
5. Cherokee (novembre 1986)

## Composition du groupe
- Joey Tempest – chants
- John Norum – guitares
- John Levén – basse
- Mic Michaeli – claviers
- Ian Haugland – batterie

## Autour de l'album
- Le groupe offrira un inédit sur la face du single The Final Countdown : On Broken Wings. Un autre inédit sortira en 2006 sur le dvd commémoratif des 20 ans de l'album, l'instrumental Where Men Don't Dare.
- Rock The Night et On The Loose ont déjà été enregistré en 1985 pour un film nommé On The Loose. Le maxi 45 tours vendu à l'époque proposait également la ballade inédite Broken Dreams.
- Les musiciens de Europe surnommaient leur tube The Final Breakdown (la crise de nerfs finale) ou bien The F Song.
- Le thème de The Final Countdown a été écrit au début des années 80 pour un club de Stockholm. C'est le bassiste John Leven qui a suggéré au chanteur Joey tempest de retravailler cette idée pour en faire une chanson.
- Le disque a été remasterisé puis ressorti avec trois morceaux de leur vidéo live de 1987 : The Final Countdown, Danger On The Track et Carrie.

## Charts & certifications
| Année                            | Charts                         | Durée du classement | Position |
| -------------------------------- | ------------------------------ | ------------------- | -------- |
| 1986                             |                                |                     |          |
| Allemagne (Media Control Charts) | 39 semaines                    | 6e                  |          |
| Autriche (Ö3 Austria Top 40)     | 36 semaines                    | 5e                  |          |
| Canada(RPM)                      | 30 semaines                    | 2e                  |          |
| États-Unis (Billboard 200)       | 78 semaines                    | 8e                  |          |
| France (Top 100)                 | 26 semaines                    | 10                  |          |
| Italie (Hitparade Italia)        | —                              | 2e                  |          |
| Norvège (VG-lista)               | 45 semaines                    | 4e                  |          |
| Royaume-Uni (UK Albums Chart)    | 37 semaines                    | 1er                 |          |
| Suède (Sverigetopplistan)        | 18 semaines                    | 1er                 |          |
| Suisse (Schweizer Hitparade)     | 37 semaines                    | 1er                 |          |
| 1987                             | Nouvelle-Zélande (RMNZ Top40 ) | 18 semaines         | 3e       |
| 2009                             | Espagne (Promusicae)           | 1 semaine           | 69e      |

| Pays        | Certification | Ventes      | Date       |
| ----------- | ------------- | ----------- | ---------- |
| Allemagne   | Or            | 250 000 +   | 1986       |
| Canada      | 2 × Platine   | 200 000 +   | 29/05/1987 |
| États-Unis  | 3 × Platine   | 3 000 000 + | 09/11/1994 |
| Finlande    | Platine       | 70 000 +    | 1987       |
| France      | 2 × Or        | 200 000 +   | 1988       |
| Pays-Bas    | Or            | 50 000 +    | 1986       |
| Royaume-Uni | Or            | 100 000 +   | 01/12/1986 |

### Charts singles
The Final Countdown
| Année       | Chart                  | Durée du classement | Position |
| ----------- | ---------------------- | ------------------- | -------- |
| 1986 - 1987 | Hot 100                | 18 semaines         | 8e       |
| 1986 - 1987 | Mainstream Rock Tracks | 13 semaines         | 18e      |
| 1986 - 1987 | UK Singles Chart       | 20 semaines         | 1er      |
| 1986 - 1987 | Single Top 100         | 21 semaines         | 1er      |
| 1986 - 1987 | Ö3 Austria Top 40      | 22 semaines         | 1er      |
| 1986 - 1987 | (V) Ultratop           | 14 semaines         | 1er      |
| 1986 - 1987 | RPM Top Singles        | 37 semaines         | 5e       |
| 1986 - 1987 | Top 100                | 31 semaines         | 1er      |
| 1986 - 1987 | VG-lista               | 8 semaines          | 4e       |
| 1986 - 1987 | RMNZ Singles Top40     | 14 semaines         | 12e      |
| 1986 - 1987 | Mega Top 50            | 20 semaines         | 1er      |
| 1986 - 1987 | Sverigetopplistan      | 8 semaines          | 1er      |
| 1986 - 1987 | Schweizer Hitparade    | 19 semaines         | 1er      |

Rock the Night
| Date | Chart                  | Durée du classement | Position |
| ---- | ---------------------- | ------------------- | -------- |
| 1987 | Hot 100                | 13 semaines         | 30e      |
| 1987 | Mainstream Rock Tracks | 8 semaines          | 22e      |
| 1987 | UK Singles Chart       | 9 semaines          | 12e      |
| 1987 | Single Top 100         | 13 semaines         | 17e      |
| 1987 | [Ö3 Austria Top 40     | 16 semaines         | 11e      |
| 1987 | (V) Ultratop           | 10 semaines         | 2e       |
| 1987 | RPM Top Singles        | 7 semaines          | 64e      |
| 1987 | Top 100                | 16 semaines         | 7e       |
| 1987 | Mega Top 50            | 13 semaines         | 2e       |
| 1987 | Sverigetopplistan      | 6 semaines          | 4e       |
| 1987 | Schweizer Hitparade    | 11 semaines         | 6e       |

Carrie
| Date | Chart                  | Durée du classement | Position |
| ---- | ---------------------- | ------------------- | -------- |
| 1987 | Hot 100                | 19 semaines         | 3e       |
| 1987 | Mainstream Rock Tracks | 8 semaines          | 22e      |
| 1987 | UK Singles Chart       | 8 semaines          | 22e      |
| 1987 | Single Top 100         | 11 semaines         | 22e      |
| 1987 | Ö3 Austria Top 40      | 12 semaines         | 15e      |
| 1987 | (V) Ultratop           | 9 semaines          | 7e       |
| 1987 | RPM Top Singles        | 7 semaines          | 9e       |
| 1987 | Top 100                | 14 semaines         | 11e      |
| 1987 | Mega Top 50            | 12 semaines         | 13e      |
| 1987 | Schweizer Hitparade    | 6 semaines          | 10e      |

Cherokee
| Date | Chart       | Durée du classement | Position |
| ---- | ----------- | ------------------- | -------- |
| 1987 | Hot 100     | 10 semaines         | 70e      |
| 1987 | Mega Top 50 | 4 semaines          | 86e      |

## Format
| Pays        | Format   | Catalogue | Label                |
| ----------- | -------- | --------- | -------------------- |
| Pays-Bas    | Vinyle   | EPC 26808 | Epic Records         |
| Autriche    | CD       | 466328 2  | Epic Records         |
| Japon       | CD       | VDP-1083  | Victor Entertainment |
| Royaume-Uni | K7 audio | 40 26808  | Epic Records         |
| États-Unis  | K7 audio | FET 40241 | Epic Records         |
| États-Unis  | Vinyle   | FE 40241  | Epic Records         |